# Колутон
Колуто́н (каз. Қалқұтан) — станційне селище у складі Астраханського району Акмолинської області Казахстану. Адміністративний центр Колутонського сільського округу.
Населення — 505 осіб (2021; 1043 у 2009, 1349 у 1999, 1780 у 1989).
У радянські часи село мало статус селища міського типу.